# Benny Cristo
Ben da Silva Cristóvão (Plzeň, Checoslováquia; 8 de junho de 1987), conhecido profissionalmente como Ben Cristovao ou Benny Cristo, é um cantor, escritor lírico, desportista e ator checo. Em 2020, ele foi escolhido para representar a República Checa no Festival Eurovisão da Canção em Roterdão com a música «Kemama», após vencer o festival da canção da Chéquia. Mas o festival de 2020 foi cancelado devido à pandemia de COVID-19 e a 13 de maio de 2020, a rádio e televisão pública da Chéquia confirmou que Cristo representará o país no concurso de 2021. Benny Cristo canta em checo e inglês.

## Carreira musical
Em 2009, Benny Cristo foi um dos finalistas do show de talentos «Česko Slovenská SuperStar», a versão checa do Ídolos. As experiências adquiridas neste show motivaram-no a focar-se na sua carreira de cantor. Em 2010, Benny lançou o seu 1.º álbum «Definitely Different». Um ano depois, em 2011, saiu seu 2.º álbum de estúdio, «Benny Cristo». O álbum contém duas colaborações com Monika Bagárová, outra concorrente do «Česko Slovenská SuperStar».
Em 2013, Cristo foi indicado ao prêmio «Český slavík» na categoria «videoclipe do ano» pela música «Bomby». No mesmo ano, ele lançou seu terceiro álbum de estúdio, Made in Czechoslovakia.
Em 2016, Cristo ganhou o prêmio «Český slavík» na categoria «Canção checa mais tocada» com a música «ASIO». Ele não compareceu à cerimónia de premiação, no entanto. Mais tarde o cantor afirmou à imprensa que não queria estar na mesma sala que o grupo checo «Ortel», conhecido pelas suas letras xenófobas. Ainda em 2016, Cristo gravou um cover da música «Nic není na stálo» de David Koller. 
Em 2017, Cristo lançou o EP «Poslední». Em vez de ser lançado como um CD físico, os fãs puderam-no baixá-lo por meio dum código QR numa camisola feita especificamente para a promoção.
Benny Cristo foi selecionado para representar seu país no Festival Eurovisão da Canção 2020 após vencer o festival da canção checa. Era suposto ele apresentar-se em Roterdão, Países Baixos, com a música «Kemama», no entanto, o evento foi cancelado devido à pandemia COVID-19. Em maio de 2020, foi confirmado que Cristo ainda seria o representante do país na edição de 2021 com uma nova canção chamada «Omaga», que foi lançada a 16 de fevereiro de 2021.

## Vida pessoal
A mãe de Benny Cristo é checa e o pai, Bénis Cristóvão, é angolano. Ele tem três irmãos mais novos do mesmo pai, mas com mães diferentes.

### Ativismo
Benny Cristo é vegan e ativista animalista. Participou de diversos projetos e campanhas de defesa dos direitos dos animais. Em 2018, ele trabalhou em conjunto com a organização «Obránci zvířat» (OBRAZ) e fez uma narração para um dos vídeos de campanha chamado «Jak to snáší» (duplo sentido, em português: Como é que aguentam isso? e ao mesmo tempo Como é que se põem [ovos]?) sobre a questão das galinhas engaioladas. Por vários anos, ele também foi o rosto do projeto «Seznam se bezpečně», sobre os perigos que as crianças correm na internet. Ele também é o embaixador da iniciativa zálohujeme.cz, que defende a ideia de esquemas de depósito de garrafas plásticas.

## Discografia

### Álbuns
- Definitely Different (2010)
- Benny Cristo (2011)
- Made in Czecholovakia (2014)
- Posledni (2017)
- Live Ben (2019)
- Kontakt (2019)

### Singles
- Ironben (2015)
- Tabu (2015)
- Pure Girl (2016)
- Penny (2016)
- Mowgli (2018)
- Smitko (2018)
- Naha (2018)
- Rekviem (2018)
- Aleiaio (2019)
- Kemama (2020)
- Omaga (2021)

### Colaborações
- Be Mine (2014, Ezyway)
- Těžký Váhy (2014, Cavalier)
- Nemůžu si dovolit (2014, Cavalier)
- #UTEBEBEJ (2014, Annet Charitonova)
- #ŽIJUPROTO (2015, Cavalier)
- Asio (2016, The Glowsticks)
- Food Revolution Day (2016, Neny & Reginald)
- Tv Shows (2017, Sofian Medjmedj)
- Padam (2018, Mária Čírová)
- Stories (2019, Reginald & The Glowsticks)